# 협률사
협률사(協律社)는 1902년 대한제국 고종 때 서울 정동의 야주현(夜珠峴)에 세워진 한국 최초의 근대식 국립극장이자 개화기의 대표적인 서양식 극장이다. 국악예술인들을 중심으로 한 흥행 단체이며 공연 내용은 주로 창극·재담(才談)·줄타기·화초사거리 등이었다. 1908년 원각사로 개칭하고 재개관 하였으나 1914년 화재로 완전히 소실되었다. 이후 협률사 소속 예인들이 각자의 이름을 따서 단체를 조직하여 전국으로 순회공연을 하였다.

## 역사
1902년 여름, 고종 황제 즉위 40주년을 맞이하여 기념 행사장을 마련하고자 극장 협률사를 짓게 되는데, 당시 극장 이름은 희대(戱臺)라고 불렀다. 또한 한국에 거주하는 외국인과 외교 사절을 초총하여 기념 행사를 보여줌으로써 국가 위상을 새롭게 하려는 의도가 있었다. 이때 협률사(協律社)라는 이름은 새로 만든 이름이 아니라, 이미 40여 년 전부터 있었던 명창들이 모인 연예(演藝) 단체의 이름이었다. 명창들이 호구지책으로 마련한 단체로서 전국을 돌며 공연하였다. '협률사'의 이름에 관한 증언을 살펴보면,
이 협률사가 언제부터 생겼는지에 대해서는 그 확실한 연대는 알 수 없으나, 송만갑, 이동백 옹의 전하는 바를 종합 검토한 결론은 1860년 안팎이며, 협률사라는 명칭은 청국의 협률창회에서 유래한 것이 아닐까 한다. 그러나 이 때의 협률사에서는 창악은 없었고, 판소리, 줄타기, 가무음곡, 재담, 농악 등의 연예물로 흥행하였다. (후략). — 박황, 창극사연구, 16~17쪽

극장 협률사의 외형은 고대 로마식 원형극장을 본떠 건물을 사방을 둥그렇게 벽돌로 쌓고, 지붕도 얹은 건물인데, 그 안에 400명에서 500명 정도가 들어갈 수 있었다. 내부는 전면에 무대가 있고, 그것을 바라보는 관객석이 삼단으로 되어 있었으며, 무대와 관객석은 휘장으로 분리되었고, 준비실은 따로 있었다. 무대에는 백포를 둘러쳐서 배경을 하얗게 만들었으며, 약간의 소도구도 진열되어 있었다.
고종은 즉위 40주년 기념 행사를 위해 명창 김창환, 송만갑 등에게 명을 내려 전국의 예인을 극장 협률사에 모이도록 했으며, 예행연습도 시켰다. 당시 170여 명의 예인이 모였으며, 그들은 협률사 전속으로 대우 받았고, 급료도 지급 받았다. 그러나 그해 콜레라가 만연하여 40주년 기념 행사는 이듬해로 연기되었고, 이미 지은 그 건물은 전문 흥행장으로 바뀌게 된다. 한편 한 해 미룬 고종 즉위 40주년 기념 행사는 보리 흉작에다가 러시아와 일본의 관계 악화로 흐지부지되었다. 이에 협률사를 공연을 계속하게 되었고, 명실상부한 국립극장이 되었다.
극장 협률사에서 맨 처음 공연한 작품은 〈소춘대유희〉(笑春臺遊戱)로서 유료 공연이었고, 신문에 광고까지 냈다. 입장권은 세 가지로 나뉘었는데, 누런 종이로 된 1원짜리 상등표, 붉은 종이로 된 70전짜리 중등표, 푸른 종이로 된 50전짜리 하등표였다. 또한 예인들도 등급에 따라 급료가 달랐는데, 1급은 20원, 2급이 14원, 3급은 10원이었다. 공연은 1902년 12월부터 시작되었다. 그리고 협률사에서는 대중의 기호와 재정 때문에 춤과 노래뿐만 아니라 영화도 상영하였다.
그러나 풍기 문란과 그에 따른 반대 여론을 문제 삼아 1908년 이완용의 신임을 받는 이인직이 주관하는 사설극장 원각사(圓覺社)로 바뀌게 된다. 이때 풍기 문란 문제는 실내극장에 남녀가 한데 어울려서 아름답지 못한 일이 일어났고, 《한성신문》에서 그런 일을 두고 ‘춘흥을 도발함을 예사’라는 등의 기사를 싣게 된다. 원각사는 <춘향가>, <심청가>, <화용도> 등의 고전과 창극을 주로 공연하다가 이인직의 신소설 <은세계>를 처음 극화하여 상연하였다. 다만 별다른 성공을 거두지는 못했다. 1914년에는 화재로 소실되었다.

## 건축
조선과 대한제국의 유명한 건축기사 심의석(沈宜錫)이 1902년 8월 우리 나라 최초의 극장이며 최초의 원형극장인 협률사(協律社)를 건립하였다.

## 같이 보기
- 단성사
- 무동 연희장
- 심의석

## 참고 자료
- 김은신 (1995년 11월 1일). 〈국립극장/원형으로 지어진 전문 흥행장〉. 《이것이 한국 최초》. 삼문. ISBN 9788985407359.
- 전국역사지도사모임 (2016년 11월 30일). 《표석을 따라 경성을 거닐다》. 유씨북스. 23쪽. ISBN 9791195695935.

1. ↑  한국민족문화대백과 - 심의석(沈宜錫)